# Equació de Born-Landé

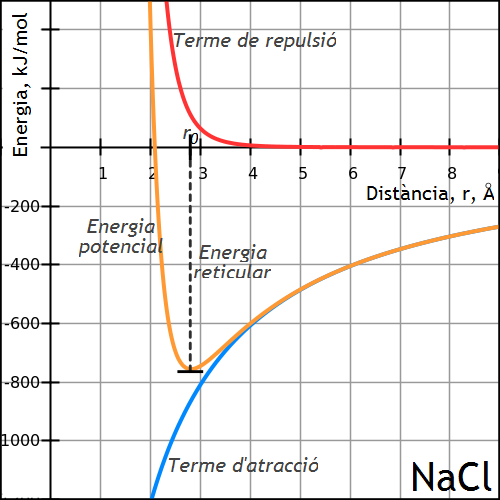
Representació de l'energia potencial de l'enllaç iònic del clorur de sodi. En blau el terme d'atracció electroestàtica, en vermell el terme de repulsió electrònica i en groc l'energia potencial resultant, amb el mínim corresponent a l'energia reticular

L'equació de Born–Landé és una equació que permet calcular de forma teòrica l'energia reticular, Ur, d'un cristall iònic. Fou deduïda pels físics alemanys Max Born i Alfred Landé el 1918. La fórmula consta de dos termes: el més important contempla l'atracció electroestàtica entre càrregues de diferent signe (cations i anions), i és el que dona lloc a l'enllaç iònic amb una disminució de l'energia potencial electroestàtica entre els ions enllaçats; el segon terme és de repulsió i només actua a molt curtes distàncies augmentant a un ritme molt elevat com menor és la distància. Aquest terme evita que xoquin els ions de diferent signe i quedin situats a una certa distància d'equilibri, és degut a la repulsió dels electrons de les capes més externes dels ions quan se superposen els seus niguls electrònics. La fórmula és:
on:
- NA = 6,022×1023: Nombre d'Avogadro;
- M : Constant de Madelung, relativa a la geometria de la xarxa cristal·lina;
- z+ : nombre de càrregues positives corresponents al catió;
- z− : nombre de càrregues negatives de l'anió;
- e = 1,6022×10−19 C: Càrrega elemental;
- {\displaystyle \varepsilon _{0}}= 8,8541878 × 10−12 A²·s4·kg−1·m−3: permitivitat del buit;
- r0 : Distància entre els nuclis atòmics dels ions veïns (m);
- n : Exponent de Born, valor entre 5 i 14, que considera la repulsió entre niguls electrònics dels ions veïns.

## Deducció
L'energia reticular s'obté a partir del càlcul de l'energia potencial electroestàtica que tendeix a unir els ions i de l'energia de repulsió dels electrons més externs dels àtoms que es repel·leixen.

### Energia potencial electroestàtica (energia de Madelung)
L'energia potencial electroestàtica, o energia de Madelung, Ue, deguda a la interacció electroestàtica, o de Coulomb, d'un catió i un anió veïns, ve donada en el buit per la relació: 
| Valors de la constant de Madelung |         |
| Tipus d'estructura                | M       |
| Clorur de cesi, CsCl              | 1,76267 |
| Clorur de sodi, NaCl              | 1,74756 |
| Wurtzita, ZnS                     | 1,64132 |
| Esfalerita, ZnS                   | 1,63805 |
| Fluorur de calci, CaF₂            | 5,03879 |
| Clorur de calci, CaCl₂            | 4,730   |
| Rútil, TiO₂                       | 4,816   |
| Corindó, Al₂O₃                    | 25,0312 |

En un cristall iònic hi ha milers de milions de cations i anions que tots interaccionen, no només els veïns. Els cations s'atreuen amb tots els anions dels cristalls, amb menys energia com major és la distància; i es repel·leixen amb tots els cations del cristall, també amb menys energia a major separació: També passa el mateix amb els anions. Totes aquestes interaccions hom ha de considerar-les, si bé són menors que les produïdes pels ions veïns. Per una altra banda les separacions entre ions dins de la xarxa cristal·lina depèn del tipus de xarxa. Aquests factors els calculà el 1918 el físic alemany Erwin Madelung i queden englobats dins l'anomenada constant de Madelung, M, que adopta diferents valors segons el tipus de xarxa cristal·lina del corresponent cristall. Amb aquesta correcció l'equació de l'energia potencial queda: 
L'equació obtinguda correspon al càlcul de l'energia potencial corresponent a una sola parella d'ions, catió i anió. Per a realitzar el càlcul per a un mol d'ions hom ha de multiplicar l'equació anterior pel nombre d'Avogadro, NA, i resulta finalment l'equació obtinguda per Erwin Madelung:

### Energia de repulsió
| Valors de l'exponent de Born en funció de la configuració electrònica dels ions |    |
| Configuració electrònica de l'ió tipus                                          | n  |
| He                                                                              | 5  |
| Ne                                                                              | 7  |
| Ar i Cu+                                                                        | 9  |
| Kr i Ag+                                                                        | 10 |
| Xe i Au+                                                                        | 12 |
| Rn                                                                              | 14 |

Born i Landé, sobre la base del model atòmic de Bohr, determinaren que la repulsió produïda pels electrons de les capes externes dels cations i anions veïns era proporcional a {\displaystyle 1/r^{n}} (on r és la separació entre els nuclis atòmics dels ions i n és una constant de compressibilitat), amb la qual cosa l'energia de repulsió entre dos ions pot representar-se per:
i per un mol de parelles d'ions la fórmula és:
on:
- B : és la constant de proporcionalitat.
- NA = 6,022 × 1023 : Nombre d'Avogadro.
- r : és la distància entre els nuclis atòmics dels ions veïns.
- n : és el factor de compressibilitat o exponent de Born, un nombre entre 5 i 14 que depèn de l'estructura electrònica dels ions.

Els valors d'n es prenen en funció de la configuració dels ions. Si anió i catió tenen la mateixa configuració l'exponent de Born és el que ve donat a la taula. És el cas del clorur de potassi, KCl, on ambdós ions, K+ i Cl–, tenen la configuració de l'argó, Ar, per tant n = 9. Si catió i anió no tenguin la mateixa configuració electrònica hi haurà dos valors de l'exponent de Born i es pren la mitjana aritmètica. És el cas del clorur de sodi, NaCl, el Na+ té configuració de neó, Ne, i el Cl– d'argó Ar; l'exponent de Born és n = (7 + 9)/2 = 8.

### Energia reticular
L'energia total del cristall és la suma dels dos termes, el d'atracció i el de repulsió, en funció de la distància dels ions:
L'energia reticular correspon al valor mínim d'aquesta energia, és a dir per a r = r0. Per a obtenir aquest valor cal derivar respecte a r i igualar a zero:
d'on s'obté el valor de la constant B del terme de repulsió:
Substituint aquest valor en l'equació de l'energia total s'obté finalment la fórmula de Born-Landé:

## Comparació amb els valors experimentals
| Comparació dels valors obringuts amb la fórmula de Born-Landé i els valors experimentals |                       |                          |
| Compost                                                                                  | Ur Born-Landé (kJ/mol | Ur Experimental (kJ/mol) |
| NaCl                                                                                     | -756                  | -787                     |
| LiF                                                                                      | -1 007                | -1 046                   |
| CaCl₂                                                                                    | -2 170                | -2 255                   |

Els valors obtinguts de forma teòrica amb la fórmula de Born-Landé són bastant propers als valors experimentals. Així, per exemple, pel clorur de sodi, NaCl, el valor donat per l'equació de Born-Landé és un 3,9% inferior al valor experimental; pel fluorur de liti és un 3,7% inferior; i pel clorur de calci un 3,8% inferior.